# Marc Verwilghen
Marc Ernest Elisabeth Robert Juliette Verwilghen (ur. 21 września 1952 w Dendermonde) – belgijski i flamandzki polityk, parlamentarzysta, minister w rządach federalnych w latach 1999–2007.

## Życiorys
Kształcił się w zakresie prawa na Vrije Universiteit Brussel i Uniwersytecie Gandawskim. W 1975 rozpoczął praktykę adwokacką.
Z ramienia partii Flamandzcy Liberałowie i Demokraci w 1991, 1995 i 2003 był wybierany w skład Izby Reprezentantów, a w 1999 i 2007 w skład federalnego Senatu. Pełnił funkcję przewodniczącego parlamentarnych komisji prowadzących śledztwa w kwestiach dotyczących sprawy Marca Dutroux.
Od 1999 do 2003 Marc Verwilghen był ministrem sprawiedliwości w rządzie Guya Verhofstadta. Później do 2004 zajmował stanowisko ministra współpracy na rzecz rozwoju i następnie (do 2007) ministra gospodarki, małej i średniej przedsiębiorczości, klasy średniej, energii, handlu zamorskiego i nauki. Po wyborach w 2007 zajął się pracą w parlamencie.